# شیرین‌اوغلو میناس
شیرین‌اوغلو میناس ( انگلیسی: Minas Čerean Ołlu زادهٔ ۱۷۳۰ - درگذشته ۱۸۱۳) نویسنده، عاشوق نابینا اهل ارمنستان بود.

## زندگی‌نامه
وی در ۱۷۳۰ در خاربرت به دنیا آمد .  وی در ۱۸۱۳ هنگام دیدار از کنستانتینوپل در سن ۸۳ سالگی درگذشت.